# 정보 (병과)

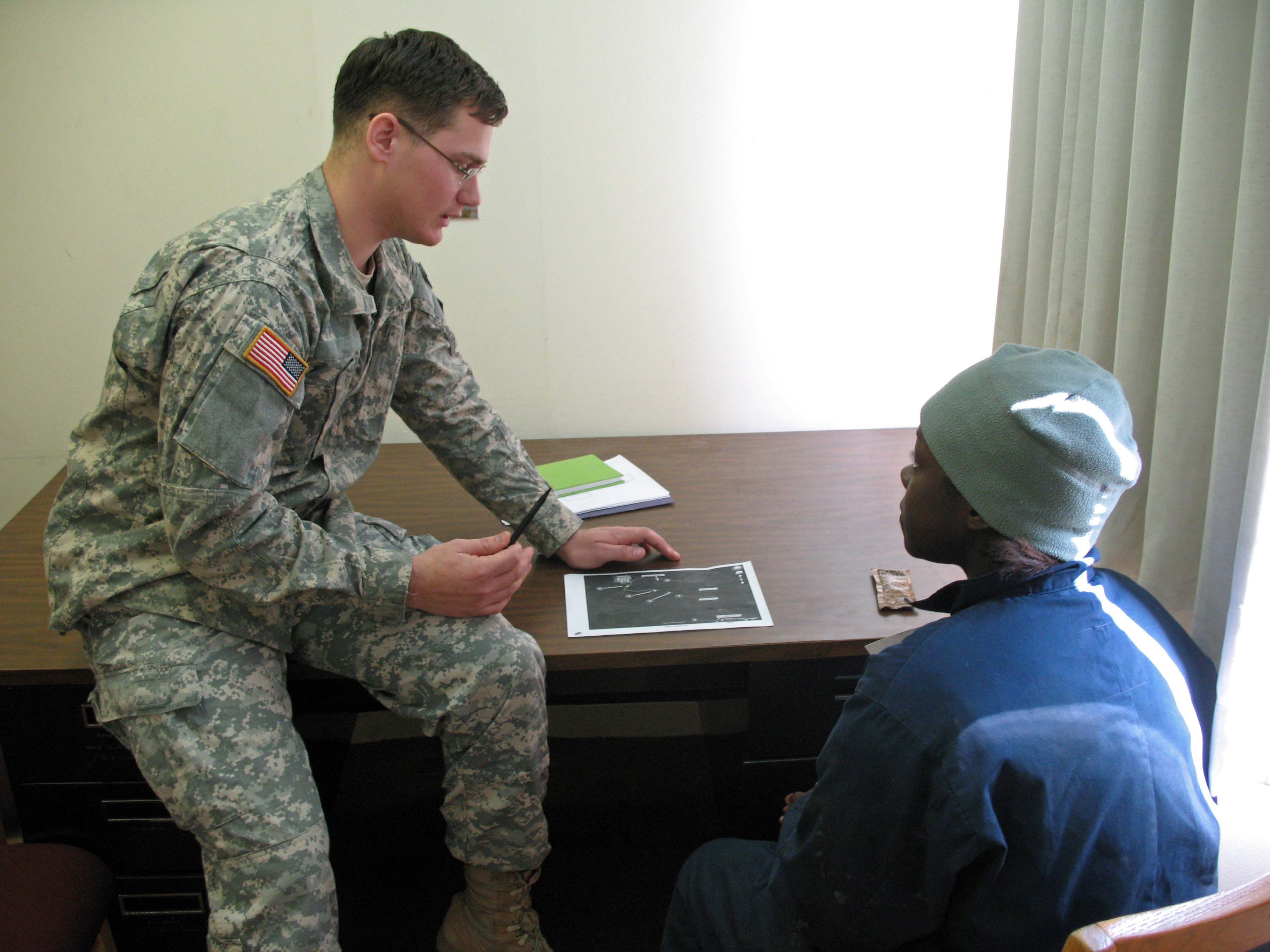
업무 중인 정보병의 모습

정보(情報)는 군대 병과 중의 하나이다. 정찰, 감청, 탐지 등으로 군사정보를 수집·제공한다.

## 종류
- 인간정보(휴민트)
- 신호정보(시긴트)
- 통신정보(코민트)
- 전자정보(엘린트)
- 영상정보